# Zonocopris gibbicollis
Zonocopris gibbicollis là một loài bọ cánh cứng trong họ Bọ hung (Scarabaeidae).